# Побєда (Сладковський район)
Побє́да (рос. Победа) — селище у складі Сладковського району Тюменської області, Росія.
Населення — 3 особи (2010, 14 у 2002).
Національний склад станом на 2002 рік:
- казахи — 71 %
- росіяни — 29 %